# Orest Subtelny
Orest Subtelny (ucraniano: О́рест Субте́льний, 17 de maio de 1941 - 24 de julho de 2016) foi um historiador ucraniano-canadense.
Nascido em Cracóvia, Polônia, obteve seu doutorado na Universidade de Harvard em 1973. De 1982 a 2015, foi Professor nos Departamentos de História e Ciência Política da Universidade de York em Toronto.

## Livros e publicações selecionados
- The Mazepists: Ukrainian Separatism in the Early Eighteenth Century (1981).
- The Domination of Eastern Europe, Foreign Absolutism and Native Nobilities (1986)
- Ukraine: A History (1988)
- Ukrainians in North America (1991)
- "Ukraine: The Imperial Heritage", Briefing Papers of the Canadian Bureau of International Studies (1996)
- "Cossacks", The World Book Encyclopedia (1997)
- "Ukraine", Encarta Encyclopedia (1997)